# Fidate correnti
Fidate correnti è il secondo album del cantautore italiano Ivan Segreto, pubblicato dall'etichetta discografica Epic/Sony Music nel 2005.
I brani sono interamente composti dall'interprete.
In occasione della partecipazione al Festival di Sanremo 2006 del brano Con un gesto, l'album è stato ristampato con l'inserimento della canzone citata come prima traccia.

## Tracce
1. Con un gesto (presente solo nella ristampa del 2006)
2. Vola lontano
3. Fidate correnti
4. Tingerei in verde
5. Ridestinato
6. Allegra compagnia
7. Juninho
8. Confusione soltanto
9. Deserto d'Africa
10. Ego
11. Annie
12. Contrasto